# Joël Abati
Joël Abati, francoski rokometaš, * 25. april 1970, Fort-de-France, Martinik.
Leta 2004 je na poletnih olimpijskih igrah v Atlanti v sestavi francoske reprezentance osvojil 5. mesto. Čez štiri leta je z reprezentanco osvojil zlato medaljo.